# Comté de Charlton
Pour les articles homonymes, voir Charlton.
Le comté de Charlton est un comté de Géorgie, aux États-Unis.

## Démographie
| 1860  | 1870  | 1880  | 1890  | 1900  | 1910  |
| ----- | ----- | ----- | ----- | ----- | ----- |
| 1 780 | 1 897 | 2 154 | 3 335 | 3 592 | 4 722 |

| 1920  | 1930  | 1940  | 1950  | 1960  | 1970  |
| ----- | ----- | ----- | ----- | ----- | ----- |
| 4 536 | 4 381 | 5 256 | 4 821 | 5 313 | 5 680 |

| 1980  | 1990  | 2000   | 2010   | - | - |
| ----- | ----- | ------ | ------ | - | - |
| 7 343 | 8 496 | 10 282 | 12 171 | - | - |